# Fidel Ramos
Fidel Valdez Ramos, född 18 mars 1928 i Lingayen i Pangasinan, död 31 juli 2022 i Makati i Manila, var en filippinsk militär och politiker som var Filippinernas president mellan 1992 och 1998.
Ramos utbildade sig till officer i USA och tjänstgjorde i Korea och Vietnam. Han var från 1981 vice överbefälhavare och ledde upproret som tvingade Ferdinand Marcos regim från makten 1986. Han var försvarsminister under Corazon Aquino mellan 1988 och 1992 samt slutligen landets president mellan 1992 och 1998.

## Utmärkelser
- Bronsvargen,  1993[2]
- Kedja av Civiltjänstorden,  1994[3]
- Kedja av Isabella den katolskas orden,  1995[4]
- Félix Houphouët-Boignys fredspris,  1997
- Storkors med kedja av Karl III:s orden,  1998[5]
- Peruanska Solorden
- Storkors av Hederslegionen
- Vita elefantens orden
- Vietnam Service Medal
- Malaysias kronorden
- FN-medaljen
- Nishan-e-Pakistan
- Chilenska förtjänstorden
- Sankt Mikaels och Sankt Georgsorden
- Civilmeritens orden
- Mugunghwaorden
- Hedersdoktor vid Moskvas statliga institut för internationella relationer[6]
- Legionär av Legion of Merit
- Legion of Merit
- Filippinernas hederslegion
- Lakandulaorden
- Sikatunaorden
- Guldhjärtats orden
- Kommendör av Legion of Merit

[Redigera Wikidata]